# C’tan
A Warhammer 40 000 képzeletbeli világában a C’tan-ok (vagy másként „Csillagistenek”; kiejtése „Ka-Tan” vagy „szi-tan”) hihetetlenül erőteljes, istenszerű lények, melyeket a csillagok energiája táplál, illetve az élőlények „életereje”. A Necrontyr fedezte fel őket, majd „élőfémből”, Necrodermisből készítettek testeket számukra. A C’tan-ok később óriási szerepet játszottak a „Mennyei Háború” történései során, majd ők alakították át a Necrontyrt a Necron néven ismert fajjá.
A játékon belül a C’tan-ok karakterek a Necron sereglistában.

## A források pontossága
A C’tan-ról fellelhető információk többsége csupán feltételezéseken alapul. A Warhammer 40.000 Codex: Necrons (Chambers és mások, 2002) a következőket írja erről:
„A Necrontyr faj átalakulása során minden tudásuk porrá vált. (…) Azon ősi idők halovány fuvallata idegen morbidsággal szennyezve közel megfoghatatlan. Azt mondják, az Elda legendák tartalmaznak töredékeket egy-egy C’tan-ról (…), de abban megegyeznek, hogy a saját isteneik a Mennyei Háború idején születtek, mely az Ur-folk (az Elda elnevezés az Öregekre) és az Yngir között zajlott. Az igazságot és a mítoszt elválasztani lehetetlen, de talán hiba is lenne.”
A leírt információk többsége azt sugallja, hogy ez inkább mitológia mint történelem, és a W40k „modern” fajai egyáltalán nem rendelkeznek információval róluk, kivéve a Necronokat és a C’tan-okat magukat. De ezek a források is megbízhatatlanok; például a Csalóként ismert C’tan – ahogy a neve is sugallja – hajlamos megtévesztő adatokat kiadni. A Csaló mellett az egyetlen megszólaló Necron (Xenology – Spurrier, 2006) talán megbízható, de kevés dolgot árul el. Az ezen az oldalon a C’tan-ról olvasható információ a W40k univerzumában uralkodó nézeteken alapul, nem pedig pontos életrajzi adatokon.

## A C’tan történelme

### Származás
A C’tan-ok a szó legszorosabb értelmében egyidősek a Teremtéssel: Létrejöttük forrása ugyanaz a gravitációs szingularitás amely magáé a Világegyetemé is. Félig-meddig érző, alaktalan teremtmények voltak, akik energián éltek. Eleinte csupán a csillagok ízetlen, de kimeríthetetlen energiáját fogyasztották. Lehetséges, hogy ez a folyamat megváltoztatta az illető csillag sugárzását. Az Éjhozó, a Necrontyr által felfedezett első C’tan – kinek kaszát hordozó, fekete csuhás alakja az eredete a szinte összes értelmes lény hitében megjelenő, a halál allegóriájává vált Nagy Kaszás figurájának – a Necrontyr anyavilág kegyetlen napjából jött, és valamilyen módon tönkretehette a csillagot, mely megmagyarázza, miért viselte nehezen a Necrontyr a csillag radioaktív kisugárzását.
A Necrontyr, ez a kegyetlen és nyers, de fejlett faj egyszer csak felfedezte, hogy egy, a későbbiekben Éjhozóként megismert lény a napjuk energiáját fogyasztja, és ezzel befolyásolja a csillag radioaktív sugárzását. Éppen egy vesztett háborút vívtak az Öregekkel, és egyből felismerték, hogy ez esetleg egy szuperfegyver lehet a kezükben. Sikerült kicsalogatniuk az Éjhozót nagy energiájú fegyvereikkel a szülőbolygójukra. Ez lett a végzetük.
Amikor ugyanis az Éjhozót első alkalommal idézték meg „acélformájú bőrébe”, a Necrodermisbe, az felfigyelt az őt körülvevő anyagi világra, és a Necrontyr mészárlásába fogott, hogy lelkükkel táplálja magát. Ők azután engedelmességet fogadtak a teremtménynek, és felkínálták neki a lehetőséget, hogy más bolygókról származó lényekből táplálkozzon.
A Csaló volt eredetileg a leggyengébb, de egyben a legelfogadhatóbb a C’tan-ok közül. Képes volt kommunikálni a követőivel, és kevésbé volt félelmetes a megjelenése. Emiatt ő nyerte meg magának a legtöbb követőt és népszerűséget a Necrontyr-on belül, azonban követőit inkább a többiek szolgálatára küldte, mert tartott azok irigységétől és haragjától. Az Eldák szerint a szerves Necrontyr elpusztíthatatlan Necronná alakulását is ő indította el. Ezek a Necronok valójában a C’Tan-ok rabszolgáivá váltak. Nem világos, hogy a Necrontyr ennek tudatában volt-e, de például a Xenology-ban megjelenő Necron csodálja testvéreit, amiért azok teljesen érzelemmentesek („ők tiszták, szabadok”), eltérően saját magától. Éppen ezért tűnik úgy, hogy tudták.

### Háború a Mennyekben
A C’tan-ok kihasználták a Necrontyr gyűlöletét az Öregek ellen, és hagyták magukat fegyverként használni a Mennyei Háborúban, aholis nyers erejükkel egész csillagrendszereket pusztítottak el, kiírtva az ellenálló fajokat. Felhasználva halhatatlan katonáikat, a sok új technológiát – beleértve a hihetetlen fürgeséget adó fénysebesség feletti utazás technikáját is -, „isteni” fegyvereiket, a C’tan-ok háborút háború után vezettek ellenségeik ellen, gyorsan lerohanva az Öregeket, magukhoz ragadva a galaxis feletti hatalmat eonokra. Az Öregek a galaxis peremére kényszerültek, a Necron kódex leírja utolsó menedékük ostromát, de azt is írja, hogy eközben megszerezték a Hipertér feletti hatalmat.
A C’tan uralom ezen ideje alatt a Csaló a C’tan-okat egymás felfalására biztatta – Eldrad Ulthran szerint a C’tan-ok több ezren voltak a Mennyei Háború megindulásakor. Később a Nevető Isten néven ismert Elda istenség a Kívülálló nevű C’tan-t biztatta a többiek ellen, melybe az beleőrült. Állítólag ezek különböző események, habár lehetséges, hogy a Nevető Isten képében a Csaló látogatta meg a Kívülállót.
Az események menetétől kétségbeesve az Öregek új szolgafajokat hoztak létre, hogy fegyverként és harcosokként a C’tanok ellen harcoljanak, de később ez vezetett a megsemmisülésükhöz. A harcos-fajok új generációja, beleértve az Eldát is, erősebben kötődött a Hipertérhez, és emiatt ahogy egyre többen lettek, a Hipertérbeli véletlen áramlatok rendeződni kezdtek, majd démonokká és egyéb teremtményekké alakultak, melyek az Öregek által vágyott rend ellenségeiként viselkedtek. A harcos-fajok eleve úgy születtek, hogy kötődjenek a Hipertérhez, és pszi képességeket birtokoljanak, mivel az Öregek felfedezték a C’tanok gyengéjét: nem befolyásolhatták a Hiperteret, és a hipertéri energia afféle negatív energiának bizonyult számukra, mely káros volt rájuk nézve.
A ma is létező legöregebb faj, az Elda nagy szerepet játszott a háborúban. Úgy tartják, hogy kovács-istenségük, Vaul alkotta a Feketekő Erődöket fegyverként a C’tanok ellen, majd később ezeket be is vetették a legerősebb C’tan, Űr Sárkány ellen. Ezek nem jártak sikerrel, Sárkány kitartott. Bár a Xenology szerint az Elda mítoszok leírják, hogy Sárkány végül elszigetelődött (néhány radikális inkvizítor szerint a Marson, a Birodalom legnagyobb ipari világán). Ezek az erődök valószínűleg komoly fenyegetést jelentettek a C’tan-okra, mert például a Csaló is felébredésekor nagy erőfeszítéseket tett ezek megsemmisítésére, míg végül négyet vagy ötöt sikerült elpusztítania a hatból (az ötödiket nem erősítették meg, mert a 40.999-ben egy Necron flotta támadása során eltűnt). Kettőt pedig Abaddon kezére játszott, hogy az Eldák ne férhessenek hozzá. Pletykák szerint az erődök képesek hatalmas nagyságú hipertéri energiát a valós világra szabadítani.
Khaine, az Elda hadisten szintén harcolt a C’tan-ok ellen. Az Elda mítoszok megörökítik, hogy több harcost is vezetett az Éjhozó ellen. Khaine egyszer meg is semmisítette az Éjhozó egyik Necrodermis-ét. Eleinte Khaine képtelen volt ártani az Éjhozónak, mert az képes volt teret váltani. Viszont Khaine talált egy rést az Éjhozó védelmén azzal az eszközzel, melyet Cegorach (a Nevető Isten) adott neki. Amikor az Éjhozó materializálódott a való világban, Khaine belevágta lándzsáját a C’tan testébe, apró darabokra törve azt. Viszont ezek a töredékek belefúródtak Khaine testébe, beleolvadtak tüzes vérébe, örökre megszentségtelenítve külső megjelenését (ahogyan ez a Sötét Kaszás harcosok külső megjelenésében is tükröződik). Mielőtt az Éjhozó ismét felvette volna alakját elplántálta a félelmet a haláltól minden érző teremtményben, kivéve az Orkokat. Ez viszont a Káosz isteneinek hatalmát növelte, mert ezek az érzelmek is őket táplálják.
Az Orkok – a Csaló Krork-nak nevezi őket – szintén erre az időszakra vezethetők vissza. Bár ők nem igazán vezetik vissza történelmüket ilyen messzire, ők a mában élnek. Valahogy érintetlenül hagyta őket az Éjhozó átka, így aztán ők nem félnek a haláltól, ellentétben a többi fajjal. Egy elmélet szerint az Öregek teremtették az Orkokat is a Háború vége felé egy utolsó kétségbeesett lépésként, hogy egyfajta biofegyvert hozzanak létre, mely nagyon gyorsan szaporodik spórákkal, így múlva felül a Necronokat létszámban és természetes erőben. Az Igázó Ragállyal az Öregek elvesztették az irányítást legkomolyabb fegyverük fölött, így tudtak az orkok szétrajzani a galaxis minden szegletébe.
Meg kell jegyeznünk, hogy a Mennyei Háború nem kizárólag ennek a konfliktusnak az elnevezése, hanem több ősi háborúra is alkalmazták. Például ilyen volt az a háború is, melyet az Eldák vívtak isteneikkel.

### Az Igázó Ragály
Az Öregek által a C’tan-ok ellen létrehozott fajok érzelmei és kötődéseik a Hipertérhez egy nem várt problémához vezettek. A Hipertér és a valós világ közötti határ átjárhatóvá vált a már fentebb említett démonok számára. Azonban ekkoriban még a hipertéri teremtmények közül a legnagyobb befolyással bírók az „Igázók” voltak, vagy más néven Krell-ek. A sors iróniája, hogy végül ugyanúgy jártak, mint az Öregek.
Az Igázók és más hipertéri kreatúrák megsemmisítették az Öregek civilizációját, csupán néhány túlélő maradt. A Xenology is említést tesz egy túlélő Öregről, mely aztán Slaanesh születésekor pusztult el.
A Csaló szerint az Igázók nem tudták megsebezni a C’tan-okat. Ezért inkább megöltek minden mást. Miután megsemmisítettek minden életet, a C’tan-ok élelemforrása megszűnt, kivéve a csillagok energiáját. A C’tan-ok végül kitervelték a Nagy Menedéket, mely elválasztotta a Hiperteret a valós világtól, így fosztva meg ellenségeiket az utánpótlástól. Azonban nem fejezték be művüket, elvonultak sztázisba. Itt tervezték átvészelni azokig az időkig, amikor ismét élet tölti meg a galaxist, amikor befejezhetik a Menedéket, és új rabszolgákat toborozhatnak maguk mellé. A Csaló a 41. évezredben az emberiséget ilyen szempontból biztatónak ítélte meg. Igázók még mindig léteznek a 41. évezredben, azonban nagyon kevesen vannak, és nem jelentenek veszélyt a C’tan-okra.

### A 41. évezred
A C’tan-ok eonokig aludtak, de kettőről biztosan tudunk, akik ébren vannak a 41. évezredben. Különböző felfedezők és régészek ébresztették fel őket, és a galaxist élettel és vérontással telinek találták. Ez a két C’tan a Csaló és az Éjhozó. Az Éjhozó könyörtelen egyének közreműködésével kelt ismét életre, akik nem foglalkoztak az ő valódi természetével, és akik halhatatlanságot reméltek tőle, míg mások egyszerű fegyverként kezelték.
Valószínű, hogy a Csalót Magos Dural Lavank, a felfedező élesztette fel a 35. évezredben, mert ez volt az első hivatalos leszállás a Naogeddon bolygón, ahol a Csaló aludt. A Sárkány és a Kívülálló még mindig alszik, tartózkodási helyük ismeretlen. Birodalmi régészek és fordítók dolgoznak egy olyan tábla megfejtésén, mely egy távoli Elda világról került elő, és amely szerint a Sárkány egy „Vaul Holdon” nyugszik, mely kifejezés a fordítók szerint birodalmi ipari világot jelent, vagy talán magát a Szent Marsot. Egyesek szerint az Adeptus Mechanicus istensége, a Gépisten megegyezhet Űr Sárkánnyal. Valószínű, hogy a Kívülálló pedig egy halott világon nyugszik a galaxis egy külső spirálján. A bolygó napja felrobbant, és elsodorta a bolygót. Iránya egy gravitációs kút közelében megváltozott, és most visszafelé tart a galaxis közepébe. Mind az Eldák, mind a Birodalom találkozott már ezzel a világgal. Az Eldák úgy tartják, hogy ez a Culexus orgyilkosok szentélyvilága, mert pszichikusan tökéletesen üres. Jövőbelátásuk szerint azonban a világ megsemmisítése az Alaitoc Elda Mestervilág megsemmisülésével járna. Ezért a kutatás abbamaradt. A Birodalom pedig nagy távolságú szkennerekkel észlelte az objektumot, miután a Leviathan Tyranida Kaptárflotta nagy ívben elkerülte ezt a területet, miközben körülötte minden rendszert felemésztett. Az elkerült bolygókat mind halott világként jegyezték birodalmi források. Valószínűsíthető, hogy ezek Necron sírbolygók. De az is lehet, hogy ez csupán a learatható biomassza hiánya miatt volt, és ezért a kaptártudat nem is foglalkozott velük. Emellett felfedeztek egy hatalmas objektumot is, valószínűleg egy Dyson Gömböt ugyanezen a területen. Becslések szerint az objektum 32 milliószor nagyobb a Földnél. Ezen helyek bármelyike lehet a Kívülálló nyughelye, de azt biztosra vehetjük, hogy itt található valahol.
A C’tan-ok még egyszer elkezdték nagy munkájukat, elszigetelni a Hiperteret. Ez katasztrofális következményekkel járna a psziképességekkel rendelkező fajokra (mint például az Öregek által a Necrontyr ellen létrehozott fajok), mert teljesen megsemmisítené a lelküket. Emellett csak a Necron-ok és a C’tan-ok lennének képesek fény feletti sebességgel utazni, mert minden más faj a Hiperteret használja erre, míg a Necron-ok a tehetetlenségi meghajtásukat.
A Csaló gyakran változtatja Necrodermis-ét, hogy birodalmi tisztek képében jelenjen meg. Két ilyen esetről is tudunk. Magos Prime Reston Egal felfedezőt küldték a Naogeddon-ra megvizsgálni az idegen létesítményeket, és kideríteni az előző expedíciók sorsát. A Deus Ex Mechanicus című rövid történetben a Csaló ennek az embernek a külsejét veszi fel. Az expedíció után Reston Egal neve a Mars Incidenssel kapcsolatban is felmerült, ahol is követelte, hogy a Noctis Labyrinthus-t (azt a bányakomplexumot, ahol egy Necron hajónak sikerült leszállnia mielőtt megsemmisítették) meg kell semmisíteni és lezárni. Ezen kívül a Csaló Takis kormányzó képét is magára öltötte egy időre, amikor egy Callidus orgyilkos megpróbálta őt meggyilkolni. A Birodalom szerencsétlenségére az emberi orgyilkos fel sem vehette a versenyt a C’tan erejével.

## Felépítés és kapcsolatok

### A C’tanok és a Hipertér
A C’tanok egy az egyben az anyagi világ szülöttei, és ezért képtelenek úgy kapcsolatba kerülni a Hipertérrel, mint a psykerek. Ellentétben a legtöbb, anyagi világból származó teremtménnyel, nekik nincs kivetülésük a Hipertérben. De ez egyben az egyik legnagyobb gyengeségük is: habár az anyagi világot akaratuk szerint alakíthatják, a Hipertér felett nincs hatalmuk, ezért elpusztíthatók hipertéri támadásokkal.
Ezért a C’tanok megvetik a psykereket, és emiatt építették azokat a rejtélyes pilonokat Cadia-ra, melyek meggátolják a Terror Szemének növekedését. Egyéb helyeken is vannak ilyen építményeik. Ezek terveik - a Nagy Menedék - részét képezik, és elhatárolják a Matériumot az Immatériumtól, így akadályozva meg a pszichikus támadásokat, és a C’tanok emiatt nem is tartanak a psykerektől.

### C’tanok és más fajok
A rejtélyes Cypher is egy C’tan fázispengét forgatott egészen addig, amíg egy C’tan megtámadásakor el nem vesztette, ugyanis a penge beleolvadt a C’tan élőfém testébe, mivel a fázispenge is ugyanabból a Necrodermisből van, mint a C’tan-ok teste. Az Officio Assassinorum Callidus szentélyének orgyilkosai is hasonló pengéket használnak. A Csaló egy ilyen pengét a „gyermekének” nevezett. Ez a kapcsolat megmagyarázza, hogyan is működik a penge, amikor minden ellenállás nélkül hatol át páncélokon és védelmeken, illetve azt is, miért tud egy ilyen penge beleolvadni a C’tan testébe, ha ezzel próbálják megsebezni (mint a birodalmi kormányzó esetében).
Hogy ezeket a fegyvereket a C’tan- ok alkották a Necron-ok számára, vagy akkor alakultak fegyverré, mikor valahogyan kiszakadtak gazdáik testéből, az nem világos. Ami egyértelmű, hogy nincs hatásuk a C’tan-okra (mely talán az egyetlen ilyen faj), és melyek a C’tan akaratának engedelmeskednek.
Valamiféle kapcsolat áll fenn a C’tan-ok és a Pária-gént hordozó emberek között is. A Pária-gének hordozóinak nincs kivetülése a Hipertérben (más néven „Hiányosak”). A Hiányosak(Blank) képesek megszüntetni maguk körül minden pszichikus tevékenységet és hipertéri megjelenést. Ezen képességük miatt a Hipertérhez kötődő minden fajra elriasztó hatással vannak. A psykerekre pedig még inkább hatással vannak, gyakran a fizikai kontaktus a psyker elméjének megsemmisülésével jár együtt, a psyker pedig kómába esik. Ezeket az embereket mind a C’tan-ok, mind a Birodalom használja (a Necron Pária és a Culexus orgyilkosok képében). Azt, hogy ez a gén hogyan kerülhetett bele az emberi génállományba, nem tudjuk. Egyes rajongók elképzelése szerint ezért az Elda Harlekin Pasziánszok a felelősek. Mások egy „Sötét Termésről” beszélnek, melyért a C’tan-ok okolhatók. Azt mondják, hogy ez a „Termés” vagy a Tau vagy az Ember lehetett, bár ezzel ellentmondásban van az emberek hipertéri kötődése. A Tau-kra sokkal inkább illene az elmélet, mert nekik csekély kapcsolatuk van a Hipertérrel.

#### Dyson Gömb
A C’tan-ok legalább egy ilyen Gömbbel rendelkeznek, mely Gömbök fényéves távolságokon belül zavarják a kommunikációt. Ez az interferencia okozhatta legalább egy Tyranida Kaptárflotta letérését az eredeti irányáról. Ez is a Nagy Menedék része lehet. Corteswain adeptus (a Necron kódexből) közelről is látott egy ilyen Gömböt, majd megőrült, és a Gömböt csak az „Őrület Uraként” emlegeti. Egy a Csaló leírásához hasonlító teremtményt láttak azon a bolygón, ahová Cortesvaint szállították, aholis az majdnem megölte Cyphert. Rajongók szerint a Kívülálló lakja a Gömböt, mert őt ismerik őrült C’tan-ként.

## A legutolsó C’tan-ok
A megmaradt és ismert C’tan-ok:

### Űr Sárkány - (The Void Dragon)
Állítólag a Marson pihen. Súlyosan megsebesült egy csatában egy Vaul Talizmán által. Egyesek szerint az Adeptus Mechanicus néhány tagja őt imádja a Gépszellem megtestesüléseként, és a feltámasztásán dolgoznak. A Necron kódex említ egy „sötétebb lényt” a Marson a Technológia Sötét Korából, mely alapján valószínűsíthető, hogy a Necron-okat és az Űr Sárkányt nyíltan imádták, habár ez az információ azóta bizalmas, hogy az Adeptus Mechanicus csatlakozott a Birodalomhoz. Állítólag Űr Sárkány a technológiailag legfejlettebb az összes C’tan közül, személyes Necron hadserege rengeteg igen fejlett technológiát alkalmazott, a Villámmezőhöz hasonlatos felszereléseket is. Valószínűsíthető, hogy ő fejlesztette a Necron technikát, illetve a Páriákat is. A Vaskezek Rendház korai történetében olvasható, hogy Ferrus Manus harcolt egy sárkány formájú Necron teremtménnyel, melyet „Nagy Ezüst Féregként” emlegetnek, és melynek folyékony fém bőre volt. Ugyanez a történet szolgálhat magyarázatul arra, hogy miként tehetett szert egy távoli birodalmi világ igen fejlett technológiára, és megmagyarázza a Mechanicus és Vaskezek közti kapcsolatot.

### A Kívülálló - (The Outsider)
A Nevető Isten átverte a Kívülállót, hogy felfalja több száz C’tan testvérét. A Kívülálló aztán megőrült a benne örvénylő számtalan C’tan esszenciától. A Kívülálló jelenleg a Dyson Gömbben tartózkodik, ahová a Nevető Isten börtönözte be.
Vannak felvételek az Elda Harlekinek táncairól. Az egyik táncuk Yngir-ről (C’tan) szól, mely valójában a Kívülálló lehet. A tánc során a Kívülálló és más kisebb C’tan-ok lakmároznak a többi Harlekinből, amíg mindet meg nem ölik. Azután a Kívülálló megöli a Nevető Istent, csak hogy azután felfedezze, hogy az áldozat egyik C’tan testvére volt, és a nevető Isten még mindig életben van. Ismét megpróbálja megölni őt, és ez addig ismétlődik, amíg minden C’tan-t meg nem öl. Ennek alapján feltételezhetjük, hogy őrületének oka az volt, hogy nem tudta, mit tesz, és később mikor rájött, a gondolat üldözte. Szóval valószínű, hogy áldozatainak töredékei egyfajta lelkiismeretként bűntudatot keltettek benne. A tánc azután úgy folytatódik, hogy a Nevető Isten végül megjelenik és a Kívülálló egy sötét gömbbé olvad. Ezután a Harlekinek összegyűlnek, és egy széthasadó kört alkotva azt szimbolizálják, hogy egyszer a Kívülálló vissza fog térni.

### Az Éjhozó - (The Nightbringer)
Az első felélesztett C’tan, melyet a saját napjukból keltettek életre. Elda nyelven a neve Kaelis Ra, vagyis „ a fény elpusztítója”. Annak idején kellően hatalmas volt ahhoz, hogy az érző fajok halálfélelmének megtestesítőjeként, a Halál Angyalaként vonuljon tudatukba, kivéve a Krork népet. Amikor a Nevető Isten felfedte a gyenge pontját Khaine-nek, majdnem elpusztult. A csata hatalmas volt, melyet végül Khaine nyert meg. Bár ellenfele élőfém testének elpusztítása átmeneti győzelemnek bizonyult csupán, mert míg a Necrodermis elpusztult, a C’tan érintetlen maradt, és visszatértekor iszonyatos bosszút állt az Elda fajon.
Az Éjhozó a Pavonis bolygóra távozott pihenni. Közben a Csaló kiadta pozícióját a galaxis még életben maradott fajainak, amik hatalmas flottát gyűjtöttek hajója megsemmisítésére, és elvágta az élelemforrását. Erőfeszítései sikerrel jártak, az Éjhozó nagyon meggyengült, és rettegett hajója elveszett a Hipertérben, de nem semmisült meg. Uriel Ventris kapitány parancsnoksága alatt álló Űrgárdisták visszavonulásra kényszerítették az újjáéledt Éjhozót Pavonis-ról, miután megszerezték azt a jelzőberendezést, mely hajóját irányítani tudta. Végül ahelyett hogy kockáztatta volna hajójának elvesztését, az Éjhozó elhagyta Pavonis-t.

### A Csaló - (The Deceiver)
A Necrontyr elnevezése alapján Mephet’ran, a Hírvivő volt az első C’tan, mely kommunikált a Necrontyr-al. Az Eldák Sakálistennek nevezték. Újjáéledése óta járja a galaxist, és amerre jár megkeveri a dolgokat, és a neki tetsző irányba befolyásolja a dolgok menetét. Ez történt a Gótikus Háború idején is, amikor a Vaul Talizmánjainak nevezett Elda Feketekő Erődök megsemmisültek. Fizikailag a leggyengébb az összes C’tan közül, de hihetetlen ravaszsága kiegyenlíti fizikai gyengeségét. Gyakran szokták mondani, hogy hatalma egyenlő a Káosz isten Tzeentch-ével, mert mindketten kedvelik a hosszútávú tervezést és fortélyokat, az egyikük a Hiperteret uralja, másikuk a valós teret.
A Cypher nevű karakterről úgy hírlik, hogy harcolt ezzel a Csillagistennel, amikor egy ősi kincset keresett. Belevágta C’tan fázispengéjét a teremtménybe, de nem tudta megsebesíteni, mert a Csaló magába olvasztotta a fegyvert.

## A Seneschal-i C’tan - (The Seneschal C'tan)
A White Dwarf-ban megjelentetett háttéranyag szerint (Haines, 2003) a Seneschal bolygón is volt egy C’tan ébredésközeli állapotban. Szolgái hat csillagot pusztítottak el, hogy élelemmel lássák el. A bolygót végül a Birodalom semmisítette meg, hogy meggátolják feléledését. Az információ azonban felettébb homályos, mivel az egyetlen aki tudott a C’tan létezéséről egy félőrült asztropata volt, aki nem volt járatos idegenek ügyében.